# 꽃이끼

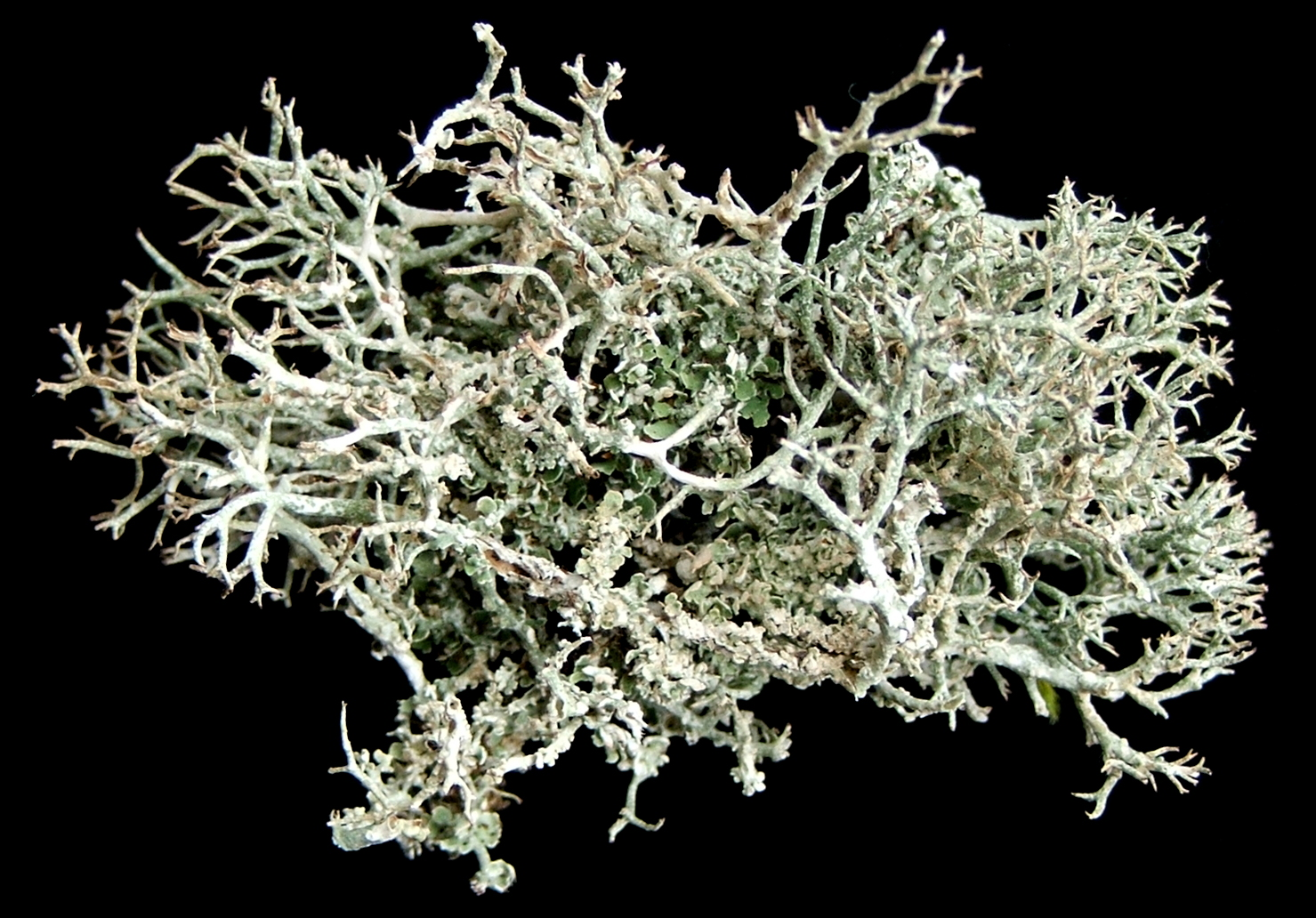
꽃이끼(C. rangiferina) 윗쪽

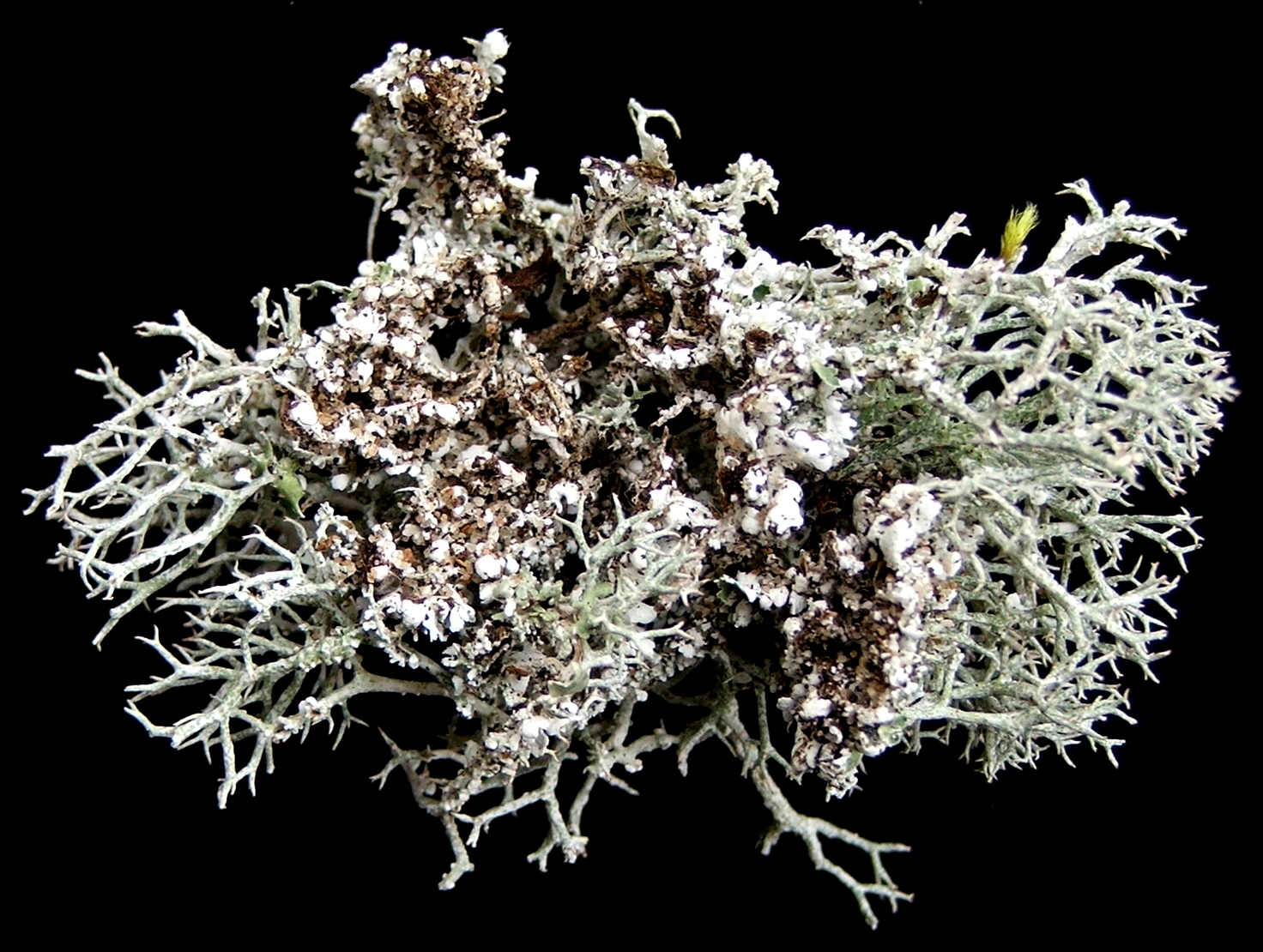
꽃이끼(C. rangiferina) 아래쪽

꽃이끼는 꽃이끼과에 속하며 학명은 Cladonia rangiferina이다. 원래 북극권의 식물이나 온대지방의 고산대 등에서도 자라는 대표적인 지의류로 소나무 숲속에서 자란다. 높이는 5-10cm로 몸은 빽빽하게 분지하고 나뭇가지 모양을 이루며 끝의 분지는 한쪽으로 기울어진다. 전체가 회백색 또는 흐린 회색을 띤다. 줄기의 속은 비어 있고 오래되면 표면이 파괴되어 구멍이 생긴다.